# Jarzębnik (województwo pomorskie)
Jarzębnik (kaszb. Jarzembmik) – mała kolonia kaszubska w Polsce położona w województwie pomorskim, w powiecie człuchowskim, w gminie Przechlewo. 
Kolonia przy granicy z gminą Konarzyny, jest częścią składową sołectwa Nowa Wieś.
W latach 1975–1998 miejscowość położona była w województwie słupskim.